# Synagoga w Grodkowie
Synagoga w Grodkowie – pierwsza synagoga w Grodkowie została zamknięta z powodu złego stanu technicznego. W 1861 zburzono ją. Od 1854 gmina posiadała salę modlitw w domu ślusarza przy Breslauerstraße (obecnie ul. Wrocławska). Prowadziło do niej osobne wejście z tyłu budynku. Za użytkowanie pomieszczenia gmina płaciła właścicielowi nieruchomości czynsz. Około 1890 synagogę przeniesiono do wzniesionego wówczas domu kupca Karla Laqua przy Neißerstraße 3 (dziś ul. Sienkiewicza). W nieznanym roku bóżnica została przeniesiona do pomieszczenia w budynku przy Königstraße. W czasie nocy kryształowej została zdewastowana.